# Prisonniers de Mao
Pour plus de détails, voir Fiche technique et Distribution.
Prisonniers de Mao est un film documentaire réalisé en 1977 par Véra Belmont, sorti en 1979.

## Synopsis
Le documentaire, réalisé à partir de Prisonnier de Mao. Sept ans dans un camp de travail en Chine, récit de Jean Pasqualini, décrivant le calvaire d'un Français dans les prisons chinoises. Arrêté en 1957, il fut accusé d'être un « contre-révolutionnaire » et condamné à 12 ans de prison. Il fut incarcéré et transféré dans différentes prisons. Libéré en 1964, il fut expulsé de Chine, obligé d'y laisser sa femme, sa famille et son fils. Il analyse un système politique et ses intolérances,.

## Fiche technique
- Titre : Prisonniers de Mao
- Réalisation : Véra Belmont
- Scénario : Véra Belmont, Jean Pasqualini
- Photographie : Pierre Boffety, Jean-Marie Estève
- Production : Véra Belmont pour Stéphan Films
- Pays :  France
- Durée : 110 minutes
- Date de sortie : 28 février 1979

## Distribution
- Tsung-Kui Lui : Le vieux policier Yia
- Liu Hung
- Feng Chang
- Pao-Hsiang Hu
- Yuan Meng
- Yung-Hsiang Ching
- Yu Wang
- Ying Lee
- Wang Pao Jo
- Jean Pasqualini